# 찻잔속의 달
《찻잔속의 달》은 한국방송공사 1TV 특집드라마이다.

## 제작진
- 극본 : 이희우
- 연출 : 황은진

## 출연진
- 김진해
- 남영진
- 사미자
- 연운경
- 윤덕용
- 이병철
- 차철순